# Gilbert Kirui
Pour les articles homonymes, voir Kirui.
Gilbert Kiplangat Kirui, né le 22 janvier 1994, est un athlète kényan, spécialiste du 3 000 m steeple.

## Biographie
En 2011, il remporte le titre du 3 000 m steeple lors des championnats d'Afrique juniors 2011 à Gaborone au Botswana, devant son compatriote Jairus Kipchoge Birech. Il participe cette même année aux championnats du monde jeunesse, à Villeneuve-d'Ascq, où il décroche la médaille d'argent du 2 000 m steeple, derrière son compatriote Conseslus Kipruto.
Lors des championnats du monde juniors 2012, à Barcelone, Gilbert Kirui se classe deuxième de l'épreuve du 3 000 m steeple en étant de nouveau devancé par Conseslus Kipruto qui remporte la course avec plus de 13 secondes d'avance.
En 2013, il se classe deuxième du meeting Ligue de diamant du London Grand Prix, à Londres, derrière son compatriote Brimin Kipruto, et porte son record personnel à 8 min 6 s 96.

### Palmarès
| Date | Compétition                    | Lieu              | Résultat | Épreuve         |
| ---- | ------------------------------ | ----------------- | -------- | --------------- |
| 2011 | Championnats d'Afrique juniors | Gaborone          | 1er      | 3 000 m steeple |
| 2011 | Championnats du monde jeunesse | Villeneuve-d'Ascq | 2e       | 3 000 m steeple |
| 2012 | Championnats du monde juniors  | Barcelone         | 2e       | 3 000 m steeple |

### Records
| Épreuve         | Performance   | Lieu    | Date            |
| --------------- | ------------- | ------- | --------------- |
| 3 000 m steeple | 8 min 06 s 96 | Londres | 27 juillet 2013 |